# Ornithogalum rupestre
Ornithogalum rupestre là một loài thực vật có hoa trong họ Măng tây. Loài này được L.f. mô tả khoa học đầu tiên năm 1782.